# 特纳基斯普林斯 (阿拉斯加州)
特纳基斯普林斯（英語：Tenakee Springs），是美国阿拉斯加州的一座城市。该市的人口在2000年为104人，2010年有131人。人口在阿拉斯加州排行第120。